# Madridski Skilica
Madriski Skilica je bogato iluminiran rokopis Sinopsis zgodovine (grško starogrško Σύνοψις Ἱστοριῶν, Sýnopsis Istorión)  Ivana Skilice, ki pokriva vladavine bizantinskih cesarjev od smrti Nikiforja I. Logoteta leta 811 do odstavitve Mihaela VI. Stratiotika leta 1057. Rokopis je bil napisan v 12. stoletju na Siciliji in se hrani v Španski narodni knjižnici v Madridu pod oznako MS Graecus Vitr. 26-2. Rokopis je na splošno znan kot Madridski Skilica, Codex Græcus Matritensis Ioannis Skyllitzes ali  Skyllitzes Matritensis. Je edini ohranjeni rokopis Grške kronike in vsebuje 574 miniatur.
Za ilustracije ni jasno ali so kopije zgodnejših bizantinskih ilustracij ali so izvirne.